# جمال فرانکلین
جمال فرانکلین (انگلیسی: Jamaal Franklin؛ زادهٔ ۲۱ ژوئیهٔ ۱۹۹۱) بازیکن بسکتبال اهل ایالات متحده آمریکا است.
از باشگاه‌هایی که در آن بازی کرده‌است می‌توان به ممفیس گریزلیز و دنور ناگتس اشاره کرد.